# Сент-Огюстен (Приморская Шаранта)
Сент-Огюсте́н (фр. Saint-Augustin) — коммуна во Франции, находится в регионе Новая Аквитания. Департамент коммуны — Приморская Шаранта. Входит в состав кантона Ла-Трамблад. Округ коммуны — Рошфор.
Код INSEE коммуны — 17311.

## Население
Население коммуны на 2010 год составляло 1250 человек.
| 1962 | 1968 | 1975 | 1982 | 1990 | 1999 | 2010 |
| ---- | ---- | ---- | ---- | ---- | ---- | ---- |
| 432  | 493  | 539  | 634  | 742  | 872  | 1250 |